# Fähre Haßmersheim

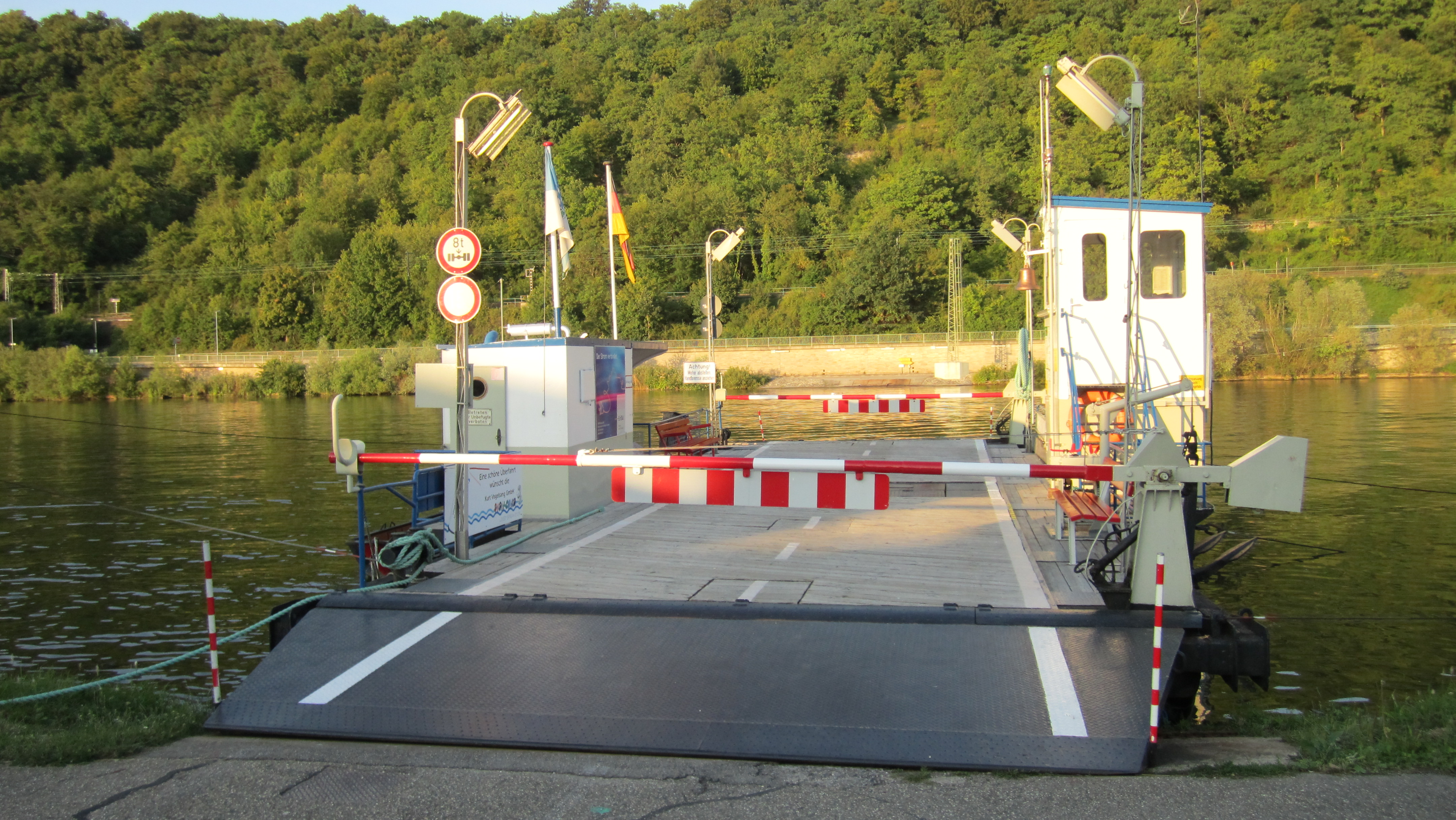
Fähre Haßmersheim

Die Fähre Haßmersheim war eine Oberleitungsfähre mit Kettenzug, die auf dem an dieser Stelle 115 Meter breiten und dreieinhalb bis vier Meter tiefen Neckar in Haßmersheim verkehrte. Sie verband den Ort Haßmersheim mit dem jenseits des Neckars gelegenen Bahnhof an der Neckartalbahn. Die Fähre gehörte zu den letzten Oberleitungsfähren, in Deutschland wird nur noch die Strausseefähre im brandenburgischen Strausberg auf diese Weise betrieben.

## Geschichte
Eine „Hassmersheimer Fähre“ wurde bereits im Jahre 1330 urkundlich erwähnt.
Bis Mitte der 1930er Jahre verkehrte an dieser Stelle eine Gierfähre, die im Zuge der Neckarkanalisierung durch eine Kettenfähre ersetzt werden musste. Zunächst kam ein auf der Werft Philipp Ebert & Söhne in Neckarsteinach neugebautes Dieselfährschiff zum Einsatz, die zuletzt verkehrende Fähre war 1948 gebaut worden. Bis 1951 war die Fähre verpachtet, danach wurde sie als Eigenbetrieb der Gemeinde betrieben.
In den 1980er Jahren war die Fähre einstellungsbedroht. 1986 wurde eine Bürgerinitiative zur Rettung der Fähre gegründet. In einem Bürgerentscheid entschieden sich am 18. September 1988 73,04 Prozent der Wähler für den Weiterbetrieb der Fähre.
Seit dem 17. September 2014 ist der Neckarsteg, eine drei Meter breite Fußgängerbrücke mit einer Spannweite von über 140 Metern, für Fußgänger freigegeben. Die offizielle Einweihung erfolgte am 17. Oktober. Der Fährbetrieb wurde am 24. September 2014 eingestellt, das Fährzeugnis erlosch am 17. Oktober. Am 29. November wurde die Oberleitung und das Führungsseil der Fähre demontiert. Die Fähre wurde von der Stadt Heilbronn übernommen, generalüberholt und im Rahmen der Bundesgartenschau 2019 eingesetzt. Sie wurde als schwimmende Veranstaltungsbühne genutzt und blieb als „Fährlesbühne“ nach Ende der Gartenschau in Betrieb.

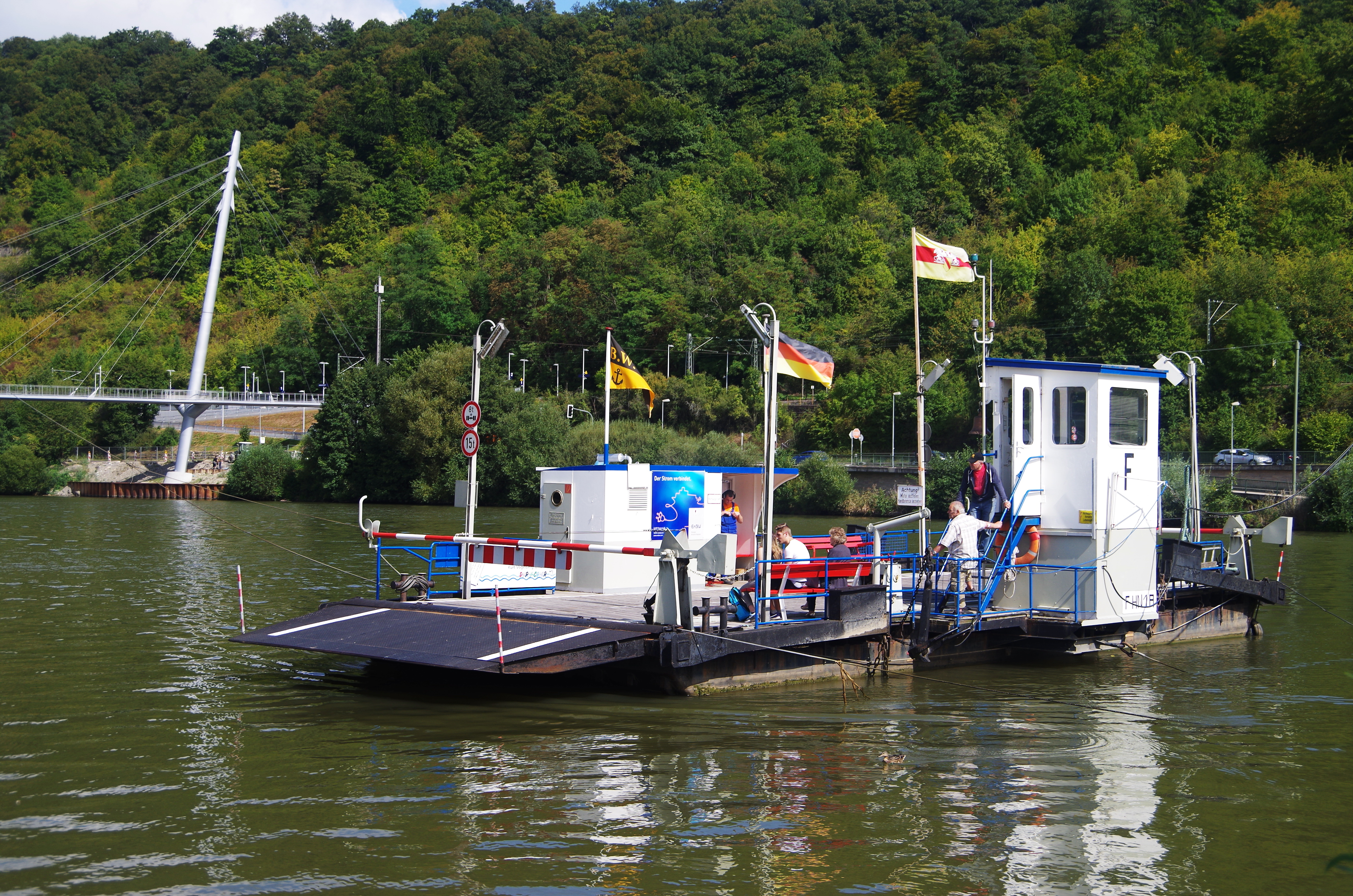
Fähre Haßmersheim, im Hintergrund Neckarsteg
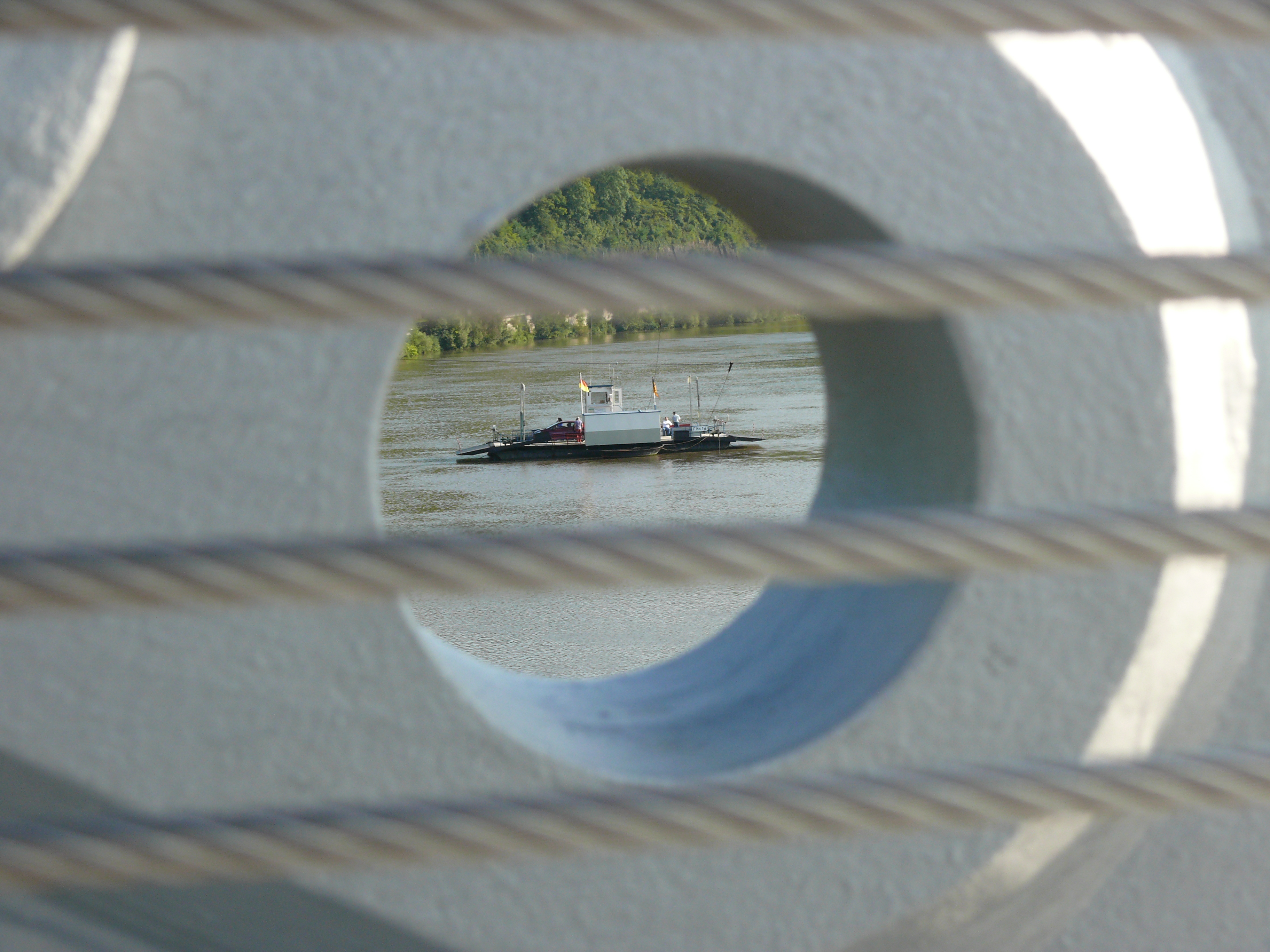
Detailansicht des Steges, im Hintergrund die Fähre
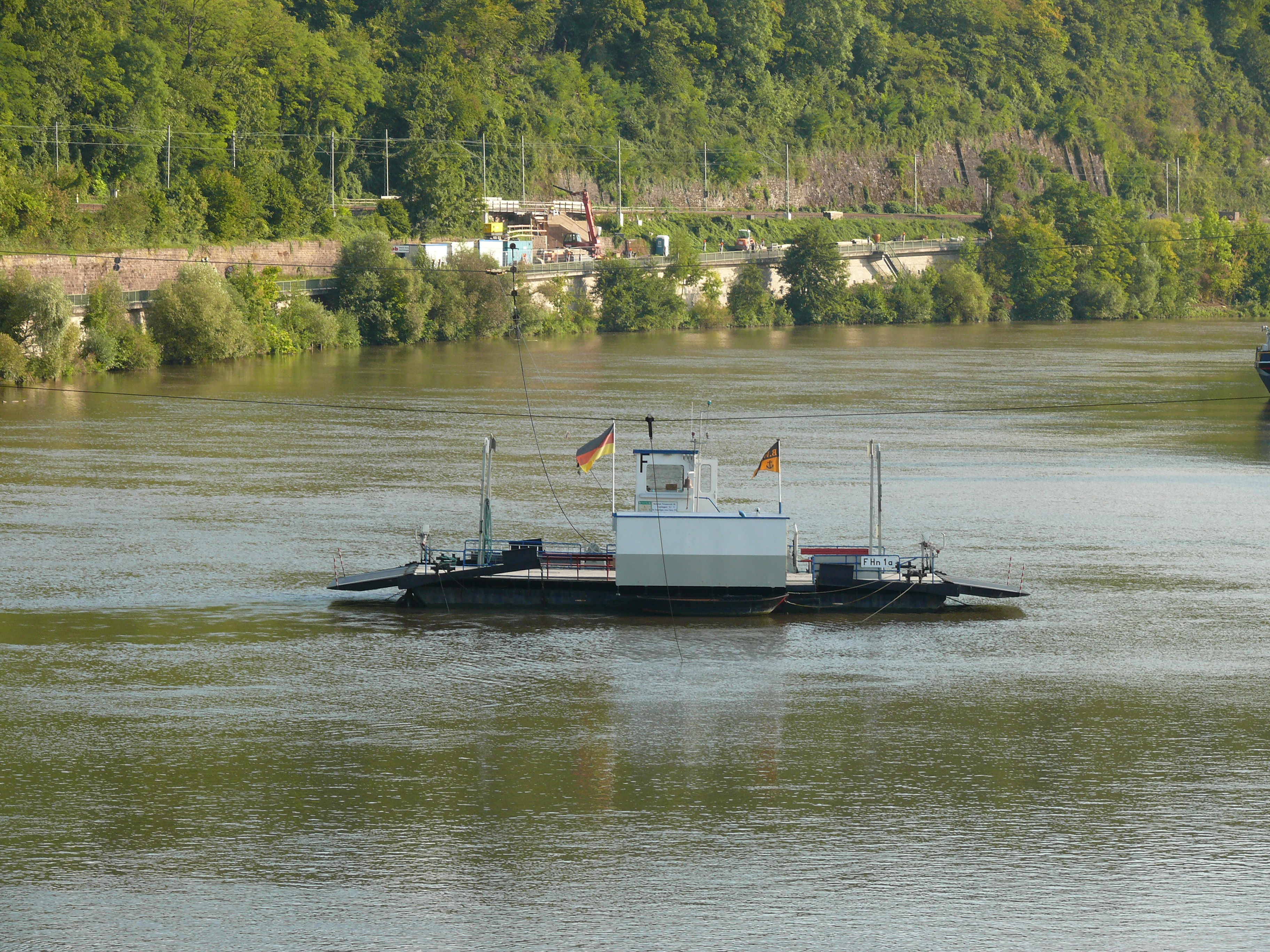
Die Fähre vom Steg aus fotografiert
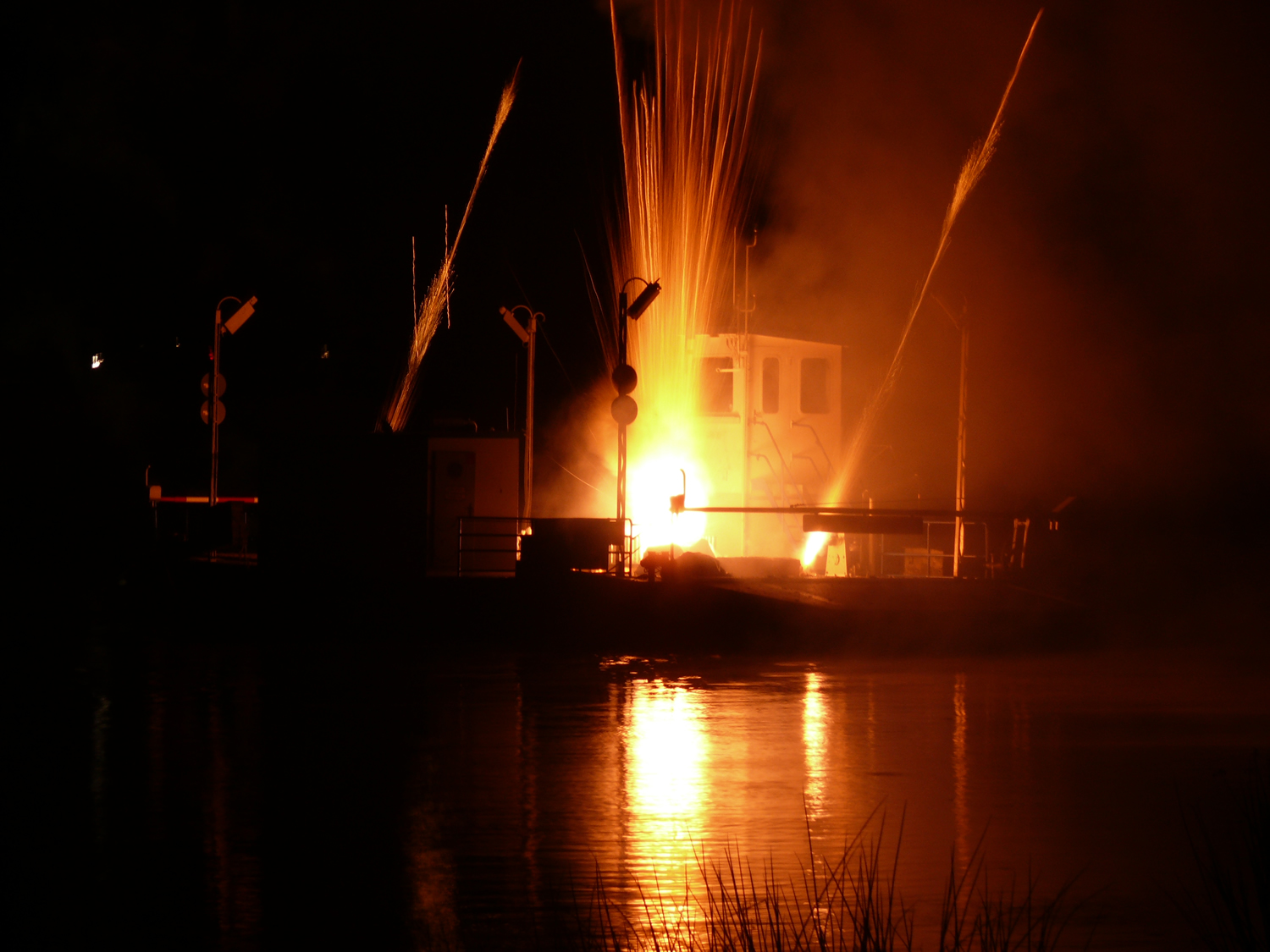
Feuerwerk auf der Fähre zur offiziellen Eröffnung des Neckarstegs

## Technik
Der Antrieb der Personen- und Autofähre erfolgte mit Hilfe eines Elektromotors von 15 kW Leistung bei einer Spannung von 380 Volt. Die zum Betrieb der Fähre nötige Elektroenergie wurde über eine vierpolige Oberleitung, die über den Neckar gespannt ist, zugeführt.
Die Tragfähigkeit des Fährschiffes betrug 15 Tonnen, sie war für sechs Personenkraftwagen und 60 Personen zugelassen. Die Länge betrug 16,06 Meter, die Länge mit Aufbauten 21,16 m; die Breite: 6,06 Meter, mit Aufbauten 9 m.

## Betriebszeiten
Bis 1963 verkehrte die Fähre Tag und Nacht durchgehend, danach wurde der Betrieb auf die Zeit von 5 bis 21 Uhr (sonntags 8 bis 18 Uhr) beschränkt. Im Jahr 2013 verkehrte die Fähre montags bis freitags von 5:30 bis 20:15 Uhr und am Wochenende von 9:30 bis 18:15 Uhr. Die Züge hielten im Bahnhof Haßmersheim den Betriebszeiten der Fähre entsprechend nur von etwa 6 bis 20 Uhr und fuhren im Früh- und Abendverkehr ohne Halt durch den Bahnhof. Ende 2013 wurde der Bahnhof an die Stadtbahn Heilbronn Nord angeschlossen. In direktem Zusammenhang mit diesem Projekt stand der Neubau des Neckarstegs, der die Fähre seit September 2014 ersetzt.
Bei Hochwasser verkehrte zeitweilig ein Fährboot (ab 2003 „Patriot“, vorher „Dieter“), welches noch heute bei Ausflugsfahrten eingesetzt wird.